# Masan-dong
Masan-dong (koreanska: 마산동) är en stadsdel i kommunen Gimpo i provinsen Gyeonggi i Sydkorea, 30 km väster om huvudstaden Seoul.
Stadsdelen bildades 23 september 2019 genom en utbrytning från Gurae-dong.